# Sainte-Marie (Alte Alpi)
Sainte-Marie è un comune francese di 42 abitanti situato nel dipartimento delle Alte Alpi della regione della Provenza-Alpi-Costa Azzurra.

## Società

### Evoluzione demografica
Abitanti censiti